# مطار إشبيلية
مطار إشبيلية الدولي (إياتا: SVQ، إيكاو: LEZL) ((بالإسبانية: Aeropuerto de Sevilla)) يخدم مدينة إشبيلية، وهو المطار السادس في إسبانيا من حيث عدد المسافرين، يبعد المطار حوالي 10 كلم عن إشبيلية. ويعتبر مركز عمليات لشركتي رايان إير وخطوط فيولينغ الجوية. تبلغ الطاقة الاستعابية للمطار 6 ملايين مسافر في السنة.
عام 2016، وصل مجموع المسافرين الذين استعملوا مطار إشبيلية 038 624 4 مسافر.

## شركات الطيران والوجهات
| شركـات طيـران                   | الوجهات |
| ------------------------------- | --- |
| طيران إيجيان                    | موسمي: مطار أثينا الدولي |
| طيران أوروبا                    | موسمي: مطار ميورقة، مطار تينيريفي الشمالي |
| الخطوط الجوية الفرنسية          | مطار باريس شارل ديغول |
| الخطوط الجوية النمساوية         | موسمي: مطار فيينا الدولي (تبدأ في 14 أكتوبر 2023) |
| الخطوط الجوية البريطانية        | مطار غاتويك |
| إيزي جيت                        | مطار جنيف الدولي، مطار غاتويك |
| إديلويس إير                     | مطار زيورخ الدولي |
| أيبيريا (شركة طيران)            | Almería، مطار مدريد باراخاس الدولي، مطار مليلية، مطار بلنسية موسمي: Castellón، مطار لانزاروت |
| لوفتهانزا                       | مطار فرانكفورت، مطار ميونخ الدولي |
| الخطوط الملكية المغربية إكسبريس | موسمي: مطار محمد الخامس الدولي |
| رايان إير                       | مطار أليكانتي، مطار برشلونة الدولي، مطار باري كارل فويتيالا ‏، مطار بوفيه - تيه، مطار أوريو أل سيريو، Billund، مطار بولونيا، مطار بوردو ميرينياك، Cagliari، مطار كاتانيا-فونتاناروسا، Cork، مطار بروكسل شارلروا الجنوب، مطار كولونيا بون الدولي، مطار دبلن الدولي، مطار إدنبرة، مطار آيندهوفن، مطار فاس سايس الدولي، Fuerteventura، مطار كناريا الكبرى، مطار فرانكفورت هان، مطار إيبيزا، مطار كارلسروه/بادن-بادن، مطار كراكوف، مطار لانزاروت، مطار لشبونة، مطار لندن لوتن، مطار لندن ستانستد، مطار مالطا الدولي، مطار مانشستر، مطار مراكش المنارة الدولي، مطار مارسيليا، مطار مالبينسا، مطار نانت، مطار نابولي، مطار ميورقة، مطار بيزا الدولي، مطار بورتو الدولي، مطار الرباط سلا الدولي، مطار روما شيامبينو، Santiago de Compostela ‏، مطار طنجة ابن بطوطة الدولي، مطار تينيريفي الشمالي، مطار تينيريفي الجنوبي، مطار تطوان سانية الرمل، مطار تولوز بلانياك، مطار تريفيزو، مطار تورينو، مطار بلنسية، مطار فيينا الدولي، Vitoria موسمي: مطار بودابست فرانز ليست الدولي، مطار لوكسمبورغ، Menorca، مطار نورمبرغ، مطار فاكلاف هافيل الدولي (تبدأ في 1 يوليو 2023)، مطار سانتاندير، مطار تراباني-بيرغي، مطار ويزي |
| الخطوط الجوية الإسكندنافية      | موسمي: مطار ستوكهولم أرلاندا (تبدأ في 24 فبراير 2024) |
| تاب برتغال                      | مطار لشبونة |
| ترانسافيا                       | مطار سخيبول أمستردام، مطار آيندهوفن، مطار مونبلييه ميديتيراني، مطار نانت، مطار باريس أورلي موسمي: مطار بروكسل الدولي (تبدأ في 29 يونيو 2023)، مطار ليون سانت إكسوبيري |
| فولوتيا                         | Asturias، مطار بلباو، مطار سان سيباستيان، مطار سانتاندير |
| خطوط فيولينغ الجوية             | Asturias، مطار برشلونة الدولي، مطار بلباو، Fuerteventura، مطار كناريا الكبرى، مطار إيبيزا، مطار لانزاروت، مطار ميورقة، مطار باريس شارل ديغول، مطار ليوناردو دا فينشي، Santiago de Compostela ‏، مطار تينيريفي الشمالي، مطار بلنسية موسمي: مطار بروكسل الدولي، مطار غاتويك، Menorca |
| ويز للطيران                     | مطار هنري كواندا الدولي، مطار ليوناردو دا فينشي، مطار وارسو فريدريك شوبان |